# 줄기세포 치료
줄기세포 치료(Stem-cell therapy)는 줄기세포를 이용해 질병을 치료하는 것을 말한다. 현재까지 널리 알려진 치료법은 조혈모세포이식(HSCT)이다. 줄기세포 치료는 보통 골수이식의 형태로 이행된다.
신경퇴행성 질환과 당뇨병, 심장병 등 각종 질환에 대한 줄기세포 치료법을 찾아내기 위한 연구가 활발히 진행 중이며, 배아 줄기세포를 분리 및 배양하고, 체세포 핵이전을 이용해 줄기세포를 만들고, 유도 만능줄기세포를 만드는 등의 기술이 발전함에 따라 윤리적인 논란이 커지고 있다.

검증 되지 않은 카더라 설에 따르면, 줄기세포 치료는 다음 질환에는 사용할 수 없다.
1. 세균성 바이러스 성 감염 질환 (원인 물질인 세균이나 바이러스가 제거 되지 않는 한 줄기세포 치료로 회복되지 않는다. 세균 및 바이러스가 완전 사멸 후에는 줄기세포로 치료가 가능하다)
2. 중금속 중독 같은 독성 물질 질환 (원인 오염 물질이 제거 되지 않는 한 회복되지 않는다/ 이 경우에만 한정하여 원인 물질만 제거 되면 이 경우엔 줄기세포 치료 술이 아니여도 자연 회복 가능성 높다. / 참고로 이 질환은 인공 투석으로 오염 물질 제거 치료가 제일 좋다)
3. 암 세포 같은 전염성이 있는 종양에는 줄기세포가 종양의 암세포를 정상 세포로 착각하는 경우가 있어 숙주 질병이 생기기 딱 좋거나 그대로 암세포로 변할 수 있다. (원인 물질인 암세포가 완전히 제거 되지 않는 한  줄기세포 치료로 회복되지 않는다 / 혹여나 숙주 질병이 되거나 암세포로 변할 경우 미세하게 남은 암세포 1개 때문에 또 암세포가 생겨서 이러난 일이므로 수술이나 항암치료로 암세포 부터 완전히 다 죽인 후에나 줄기세포로 치료 가능하다.)

이에 대한 학계의 검증이 필요하다. 이 카다러 설은 가능성이 매우 높은 이론이다.

## 설

### 줄기세포 치료 개념
30년 동안 조혈모세포이식은 백혈병이나 림프종과 같은 질환을 가진 사람들을 치료하는데에 사용되어왔다.
줄기세포 이식 관점에서 보면. 기증자의 건강한 골수는 숙주의 몸에 부족한 세포를 만들어 내기 위해 관련 줄기세포들을 다시 만들어낸다.
또한 이식된 줄기세포는 암세포를 죽이는 데 도움을 주는 면역 반응을 만들어낸다.
하지만 이 과정이 과하게 진행될 수도 있고, 이것이 이 치료의 가장 심각한 부작용인 이식 vs 숙주 질병으로 이어질 수 있다.
줄기 세포 치료는 환자의 손상된 또는 결핍된 세포나 조직을 대체하거나 수리하기 위해 줄기 세포 또는 그로부터 유래한 특수 세포 유형을 사용한다. 이 세포들은 환자나 기증자로부터 얻어질 수 있다. 이들 세포는 실험실에서 조작될 수 있으며, 그 과정에는 유전자의 추가 또는 제거도 포함될 수 있다. 그 후 이들은 환자의 혈액에 주입되거나 손상된 조직에 직접 이식될 수 있다. 줄기 세포 치료는 때로는 환자 자신의 조직 내의 줄기 세포를 자가 수리에 동원하는 것도 포함한다. 그러나 미분화된 다능성 줄기 세포는 종양 생성 가능성이 있어 환자에게 주입하기에는 안전하지 않다.
줄기 세포 치료는 일률적으로 적용되는 것이 아니다. 이러한 치료는 특정 질병이나 상태, 그리고 세포 유형에 맞추어 맞춤형으로 진행될 수 있으며, 가능하다면 환자 개인에게 맞춤화될 수도 있다. 잠재적 환자들은 다양한 부위에 영향을 미치는 다양한 질병을 치료할 수 있는 하나의 줄기 세포 치료를 마케팅하는 병원들에 대해 경계해야 한다.

### 치료 발전과 예시
대표적인 줄기세포 치료법으로는 2012년 캐나다에서 조건부로 승인된 스테로이드에 반응하지 않는 어린이의 급성 이식 vs 숙주 질환을 관리하는 프로치말이라는 치료법이 존재한다.
FDA에서는 제대혈에서 추출한 5개의 조혈모세포 제품을 혈액 및 면역학적 질병 치료에 사용하는 것을 승인했다.
그 이후 아시아에서의 줄기세포 치료 변천사를 살펴보자면, 2013년 일본은 기존 약사법을 개정해 허가받지 않은 줄기세포 치료를 의사 책임하에 시술할 수 있도록 했다. 과거 일본은 기존 약사법상 줄기세포치료제를 의약품으로 분류하고 있으나, 조건부 승인제도를 통해 병원에서 허가받지 않은 줄기세포치료제라도 의사 책임 하에 시술을 허용했다.
2018년 9월 6일, 대만 정부가 6개 항목의 인체 세포 치료를 허가했다. 6개 항목의 인체 세포 치료는 자가말초혈액 조혈모세포 이식, 자가면역세포 치료, 자가지방줄기세포 이식, 자가섬유아세포 이식, 자가골수중간엽줄기세포 이식, 자가연골세포 이식을 말한다. 말기암 환자, 1~3기의 암 환자, 중증화상 환자, 퇴행성 관절염 환자 등 수만명이 신약 임상실험이나 해외 원정 치료 없이 대만에서 세포 치료를 할 수 있게 되었다.
2018년 12월, 일본 정부는 세계 최초로 척수손상 치료를 위한 줄기세포치료제의 상용화를 허용했다.
2019년 3월 5일, 네이처지에 줄기세포 치료로 에이즈 환자를 치료한 2번째 사례가 발표되었다. 2007년 첫 사례인 베를린 환자가 나온 이후 12년 만이다. CCR5 유전자를 생성하지 않게 돌연변이가 된 조혈모세포를 에이즈 환자에 이식하자, HIV가 완전히 사라졌다. 18개월 후에 다시 검사해도 HIV가 검출되지 않았다. HIV에는 CCR5 외에 다른 유전자를 이용하는 종류도 있다. 현재의 두 임상 사례는 모두 CCR5를 감염 수단으로 쓰는 HIV에만 작동한다.

### 줄기세포 치료 연구 상황
줄기세포는 여러 가지 이유로 연구되고 있는데, 줄기세포에서 분비되는 분자와 엑소좀도 약물을 만들기 위해 연구되고 있다.
세포 자체의 기능 외에, 줄기세포에서 생산되는 측분비 수용성 인자가 퇴행성, 자가면역, 염증성 질환에서 줄기세포를 기반으로 한 메커니즘이 밝혀져 치료법이 연구되고 있다.

### 승인 된 줄기세포 치료
합법적으로 승인된 줄기 세포 치료는 효과와 안전성에 대한 설득력 있는 증거를 바탕으로 하며, 유럽 의약품청(European Medicines Agency, EMA), 미국 식품의약국(Food and Drug Administration, FDA), 일본 의약품의료기기청(Pharmaceutical and Medical Device Agency, PMDA), 호주 요법제품청(Therapeutic Goods Administration, TGA) 등의 적절한 규제 기관에 승인을 받는다. 이러한 치료법은 전 세계 의료계에서 널리 인정받고 있다. 승인된 줄기 세포 치료의 첫 번째 적용 대상은 특정 혈액암과 선택된 면역 질환들이었다. 현재 여러 조건들에 대해 당뇨병, 파킨슨병, 노화성 황반변성 등을 포함한 줄기 세포 치료를 사용한 임상 시험이 활발히 진행 중이다.
승인된 줄기 세포 치료는 제한적이다. 이미 확립되어 승인된 줄기 세포 치료로는 혈줄기 세포 이식이 있다. 이는 골수 이식이나 혈공세포 이식이라고도 불리며, 50년 이상 동안 의사들이 건강한 혈줄기 세포를 이식하여 환자의 질병이 있는 세포를 대체하여 치료하는 방법이다. 혈줄기 세포 이식은 일부 혈액 및 면역계 질환, 골수 기능의 획득적 잃음, 유전적 대사 질환으로 인한 환자들에게 평생 회복을 제공해 왔다. 혈줄기 세포는 골수, 혈류 또는 태중 혈액에서 수집될 수 있다. 혈액(또는 혈공세포) 줄기 세포 이식을 통한 혈액암 및 일부 면역 장애의 치료는 잘 확립되어 있으며, 효과적이고 완전히 규제되고 있다. 그러나 몇몇 의료 기관은 효과가 입증되지 않은 치료를 제공하며, 태중 혈액 세포나 태반에서 유래된 세포를 사용하여 다양한 질환을 치료한다고 주장하기도 한다. 이러한 치료들은 효과적이거나 안전하다고 입증되지 않았다. 기타 조직 특이성 줄기 세포나 피부와 각막에 있는 성인 줄기 세포와 같은 성인 줄기 세포는 조직 이식에서 역할을 하며 장기적 재생에 기여할 수 있다. 예를 들어, 유럽 의약품청(EMA)에서 승인한 줄기 세포 치료는 눈의 줄기 세포를 사용하여 각막 손상 후 시력을 회복하는 데 사용된다. 현재 다른 줄기 세포 치료들은 실험적인 상태이며, 임상시험을 시작하거나 완료하지 않았거나 임상 사용을 위한 필요한 승인을 받지 못한 상태이다. 추가로 승인된 줄기 세포 치료들은 원하는 결과를 달성하고 환자에게 안전한지를 증명하기 위해 엄격한 과학적 실험을 거쳐야 한다.

### 승인되지 않은 줄기세포 치료
줄기 세포 연구는 손상된 세포나 조직을 치료하거나 대체할 수 있는 새로운 치료법을 발견하는 잠재력이 있는 활발한 분야이다. 현재 전 세계 의료계에서 널리 인정되고 있는 줄기 세포 기반 치료는 매우 제한적이다. 이는 주로 백혈병이나 날카로운 세포 빈혈과 같은 혈액 질환을 치료하기 위한 혈줄기 세포 이식에 대한 것이다. 연구는 계속 진행 중이지만, 대부분의 다른 질환에 대한 줄기 세포 기반 치료는 실험적이며 안전하고 효과적임이 입증되지 않았다.
"미증명 줄기 세포 '치료'"는 새로운 실험적 치료로, 표준 의료 치료와 다른 점이나 새로움이 있으며 적절한 규제 과정을 거치지 않은 것을 의미한다. 이는 임상 시험에서 적절한 규제 감독 하에 테스트되고 있는 연구 치료와 대조적이다. 승인된 줄기 세포 치료는 공식적이고 규제된 임상 시험 과정을 통해 특정 질병이나 상태의 치료에 안전하고 효과적임이 입증된 것이다.
실험적인 치료가 있다는 사실은 그것이 반드시 연구 실험 또는 임상 시험의 일부임을 의미하지 않는다. 많은 줄기 세포 클리닉과 제공자들이 현재 증명되지 않은 줄기 세포 '치료'를 마케팅하고 시행하고 있으며, 이는 유효한 과학적 증거 없이 특정 질병을 치료하거나 안전하지 않다고 입증되지 않았다.
줄기 세포 치료가 고려되기 전에는 그것이 안전하고 효과적임을 보여주기 위해 임상 시험과 엄격한 피어 리뷰 과정이 필요하다. 증명되지 않은 치료를 받는 환자들은 자신의 세포를 사용하더라도 의료 절차와 같이 신체적 및 재정적 위험을 감수하게 된다.
미증명 줄기 세포 '치료'의 마케팅은 주요 윤리적 및 진실성에 대한 문제를 일으키며 환자의 안전을 위협할 수 있다. 국제 줄기 세포 연구 학회(ISSCR)는 줄기 세포 과학의 진실성과 의료로의 전환을 보장하기 위해 글로벌로 대변하는 노력을 하고 있다.
환자와 그들의 가족들에게는 실험적 치료를 포함한 고려 중인 모든 치료에 대해 개인의 상황을 잘 알고 실험적 치료와 임상 시험을 비판적으로 평가할 수 있는 의사와 상담하는 것을 강력히 권장한다.

### 조사용 줄기세포 치료(Investigational Stem Cell Treatments)
치료가 승인되기 전에는 조사용 치료로 간주된다. "조사용 치료"란 임상 시험에서 테스트되고 있지만 효과적이고 안전하다고 승인받지 않은 줄기 세포 치료를 묘사하는 용어이다. 질병을 치료하기 위해 줄기 세포의 새로운 사용이 효과적이고 안전하다고 입증받고 적절한 규제 승인을 받으려면, 엄격한 임상 시험을 통해 철저히 검증되어야 하며, 독립적 전문가들에 의해 과학적 가치를 검토받아 윤리 위원회에서 참가자의 권리와 복지가 존중받아야 한다. 이 과정은 많은 해 연도가 걸릴 수 있으며, 여러 단계와 다수의 시험 반복을 거쳐 새로운 치료가 효과적이고 안전하다고 인정받고 승인될 때까지 또는 효과가 없거나 안전하지 않다고 결정될 때까지 진행된다. 임상 시험에서 테스트되고 있는 줄기 세포 치료는 승인 전 조사용 치료로 간주된다. 임상 시험에서 줄기 세포 치료를 테스트하는 것은 그것이 반드시 확립된 치료가 될 것을 보장하지 않음을 이해하는 것이 중요하다. 많은 줄기 세포 치료나 임상 시험에서 테스트되는 약물 제품들과 마찬가지로, 문제나 결함이 발견되어 승인되지 않거나 환자에게 전달되지 않는 경우가 많다.

## 연구

### 줄기세포 배양
줄기세포가 연구나 치료에 이용되기 위해서는 양질의 줄기세포가 대량으로 필요하다.
줄기세포의 잠재력을 잃지 않고 체외에서 각 순수 조직의 줄기세포를 생산하기 위한 배양 시스템을 개발하는 것이 필요하다. 현재는 2차원 및 3차원 세포 배양 시스템이 존재한다.
2차원 세포 배양 시스템은 지난 40년간 전 세계 수천 개의 실험실에서 일상적으로 수행되었다. 2차원 세포 배양에서, 세포는 바닥 측의 단단하고 평평한 표면, 그리고 정 단면의 액체에 노출된다. 2차 세포 배양의 경우, 세포에 대해 각 세포 유형에 고유한 세포 외 기질이 결여되어 세포 대사를 변화시키고 그 기능성을 감소시킬 수 있기 때문에 생존 세포에 대한 극적인 적응이 필요하다.
3차원 세포 배양 시스템은 줄기 세포에 대한 생체 모방 미세 환경을 생성 할 수 있으며, 생체 내에서의 고유한 세포 외 기질(ECM)과 유사하다. 최근 수십 년 동안 첨단 생체 재료는 3 차원 세포 배양 시스템에 크게 기여 했으며 줄기세포 증식과 분화를 개선하기 위해 더욱 독특하고 복잡한 생체 재료가 제안되었다. 그 중에서도 나노구조화된 생체 재료는 표면적 대 부피비가 유리한 특징을 가지며 나노 규모에서 천연 ECM의 물리적 및 생물학적 특징을 모방하기 때문에 특히 관심의 대상이 된다.

### 재생 치료 모델
줄기세포는 1)항염증 효과 제공 2)손상된 조직에 대한 원점 복귀 및 조직 성장에 필요한 내피 전구 세포와 같은 세포 모집, 3)흉터 형성을 통한 조직 재형성 도움 4)세포사멸 억제 5)뼈, 연골, 힘줄 및 인대 조직으로의 분화의 5가지 주요 메커니즘을 통해 회복을 중재하는 것으로 생각된다. 손상된 부위로의 혈액 공급을 더욱 증가시키고, 결과적으로 조직 재생을 촉진하기 위해, 혈소판이 풍부한 혈장을 줄기세포 이식시 함께 이식될 수 있다.
줄기세포는 또한 표면에서 발현되는 비교적 적은 수의 MHC 분자로 인해 낮은 면역 원성을 갖는 것으로 알려져 있다. 또한 면역 반응을 회피시키고, 새로운 조직의 내성을 촉진하는 케모카인을 분비하는 것으로 밝혀졌다. 이것은 큰 면역 거부반응의 위험없이 동종 이계 치료를 수행할 수 있게한다. 일부 줄기세포의 효능이 전달 방법에 의해 영향을 받을 수 있다. 예를 들어, 뼈를 재생시키기 위해 줄기세포는 기능성 뼈의 생성을 위해 필요한 미네랄을 생산하는 스케폴드에 종종 도입된다.

### 약물 발견 및 생의학 연구
줄기세포의 직접 분화를 통해 생체 외에서 기능을 나타내는 성인 조직을 계속하여 배양시키는 능력은 약물 연구를 위한 새로운 기회를 만든다. 연구자들은 분화된 세포를 성장시킨 다음 각 세포 유형에 대해 새로운 약물을 시험하여 생체 내 연구를 수행하기 전에 생체 왜에서의 상호 작용을 검사 할 수 있다.
이 약물 시험은 종-특이적 상호 작용의 가능성 때문에 수의학 연구에 사용하기 위한 약물 개발에 중요하다. 생체 외에서 인간 조직에 대한 영향이 동물 시험 단계 이전에 대략적인 메커니즘 및 결과를 제공 할 것이기 때문에, 동물 실험의 필요성이 감소 될 것이라는 희망이있다.
유도된 다능성 줄기세포(iPSC)의 출현으로, 멸종 위기종의 동물에 사용하기 위한 치료법이 탐구되고 만들어졌다. 배아나 난소를 확보할 필요없이, 연구자들은 비 침습적 기법으로 인해 중간엽 줄기세포를 더 쉽게 제거하고 동물에 대한 위험을 크게 줄일 수 있다.

### 줄기세포 공급원
재생 요법을 목적으로하는 대부분의 줄기세포는 일반적으로 환자의 골수 또는 지방 조직에서 분리된다. 중간엽 줄기세포(MSC)는 뼈, 연골, 힘줄 및 인대뿐만 아니라 근육, 신경 및 다른 조직을 구성하는 세포로 분화 될 수 있다. 손상된 조직으로 이식 된 줄기세포의 수는 치료 효능을 변화시킬 수 있다. 이를 위해 하나의 예시로 골수로부터 유래된 줄기세포는 수백만개의 세포로 증식하기 위해 실험실에서 배양된다. 지방 유래 조직은 또한 사용전에 가공을 필요로 하지만, 지방 유래 줄기세포에 대한 배양 방법은 골수 유래 세포에 대한 것만큼 광범위하지는 않다. 골수 유래 줄기세포가 뼈, 연골, 인대 및 힘줄 복구에 바람직하다고 생각되는 반면, 다른 연구자들은 지방 유래 줄기세포 분획에 이미 존재하는 비교적 수월한 수집 기술 및 다세포 미세 환경이 자가 이식을 위한 바람직한 공급원이라고 생각한다.
동물에 대한 최소한의 위험으로 확보할 수 있는 용이성 때문에 진피와 피부 줄기세포 공급이 연구되고있다.
조혈모 세포는 또한 혈류를 통해 이동하는 것으로 밝혀졌으며, 다른 중간엽 줄기세포와 동일한 분화 능력을 갖고 있으며, 비 침습적인 방법을 통해 확보할 수 있는 장점이 있다.
최근 여분의 배아 중간엽 줄기세포의 사용에 대한 관심이 많아졌다. 다른 동물들의 제대, 노른자 및 태반에서 발견되는 줄기세포의 분화 능력을 조사하는 연구가 진행 중이다. 이들 줄기세포는 내배엽 및 외배엽 기원의 조직을 보다 쉽게 형성하는 능력을 포함하여, 그들의 성체가 만들 수 있는 능력보다 더 차별화 된 능력을 갖는 것으로 생각된다

#### 배아 줄기세포
인간 배아 줄기세포의 사용에 대한 논란이 확산되고 있다. 이 논쟁은 주로 배아 줄기세포의 파괴를 필요로 하는 새로운 배아 줄기세포를 수확하는 데 사용되는 기술을 대상으로 한다. 인간 배아 줄기세포를 연구에 사용하는 것에 대한 반대는 종종 철학적, 도덕적, 종교적 반대에 근거한다. 인간 배아의 파괴를 수반하지 않는 다른 줄기세포 연구도 있는데, 그러한 연구에는 성인 줄기세포, 양수 줄기세포, 유도 만능 줄기세포가 포함된다.
2009년 1월 23일, 미국 식품의약국은 인간에 대한 배아 줄기세포 기반 치료의 첫 임상시험 개시를 위해 게론사(Geron)에 허가를 내주었다. 이 시도는 급성 척수손상자에게 배아 줄기 세포에서 유래된 희소돌기신경교 전구 세포의 약물(GRNOPC1)을 평가하는 것을 목표로 했다. 2013년 생명공학 및 재생의학 기업 바이오타임(AMEX: BTX)은 임상시험 재개를 목적으로 주식거래로 게론의 줄기세포 자산을 취득하였다.

#### 중간엽 줄기세포
과학자들은 해동 후 몇 시간 이내에 수혈된 중간엽 줄기세포(MSC)는 세포 성장 로그 단계에 있는 중간엽 줄기세포에 비해 기능이 떨어지거나 질병 치료에 효과가 떨어질 수 있으므로 냉동 보관된 중간엽 줄기세포를 관리하기 전에 세포 성장 로그 단계로 되돌려야 한다고 보고했다. 이 상태의 중간엽 줄기세포를 수확하는 것은 세포가 얼고 해동하는 동안 받는 충격으로부터 회복하는 데 도움이 될 것이다. 해동 직후의 중간엽 줄기세포를 사용한 다양한 임상시험은 신선한 중간엽 줄기세포를 사용한 임상시험에 비해 효과가 좋지 못한 것을 보고하였다.

### 줄기세포 활용

#### 신경 퇴화
파킨슨병, 근위축성 측삭 경화증 및 알츠하이머 병과 같은 뇌 퇴행성 동물 모델에 대한 줄기세포의 영향에 대한 연구가 수행되었다. 다발성 경화증과 관련된 사전 연구들이 있다. 건강한 성인 뇌에는 신경 줄기세포가 존재하며, 이 줄기세포는 일반적인 줄기세포 수를 유지하기 위해 분열하거나 전구 세포가 된다. 전구 세포는 뇌 내에서 이동하여 주로 후각을 위한 뉴런 집단을 유지하는 기능을 한다. 내인성 신경 줄기세포의 약리학적 활성화는 신경계 장애의 쥐 모델에서 신경 보호 및 행동 회복을 유도하는 것으로 보고되었다.

#### 시각 장애
2003년부터 연구원들은 시력을 회복시키기 위해 각막 줄기 세포를 손상된 눈에 성공적으로 이식했다. 이 팀이 사용하는 망막 세포 시트는 낙태 된 태아로부터 확보되며 일부 사람들은 불쾌감을 느낀다." 이 줄기세포 시트가 손상된 각막에 이식되면 줄기세포는 회복을 자극하여 결국 시력이 회복된다. 2005년까지 영국 서섹스 퀸 빅토리아 병원 (Queen Victoria Hospital of Sussex)의 연구자들이 동일한 기술을 사용하여 대략 40여명의 시력을 회복시켰다.

#### 상처 회복
줄기세포는 인간 조직의 성장을 자극하는데 사용될 수 있다. 성인이 된 후, 상처 입은 조직은 피부에서 조직화 된 콜라겐 구조, 모낭의 손실 및 불규칙한 혈관 구조로 특징 지어지는 흉터 조직으로 가장 자주 대체된다. 그러나 태아 조직의 경우, 상처를 입은 조직은 줄기세포의 활동을 통해 정상 조직으로 대체된다. 성인에서 조직 재생을 위해 사용 가능한 방법은 성인 줄기세포를 상처 층의 조직 층 내에 위치시키고 줄기세포가 조직 층 세포로의 분화를 자극하게 하는 것이다. 이 방법은 성인 흉터 조직 형성보다 태아 상처 치유와 더 유사한 재생 반응을 이끌낸다.

#### 뇌와 척수손상
뇌졸중과 외상성 뇌 손상은 뇌에서 뉴런과 희소돌기신경교의 손실을 특징으로하는 세포 사멸을 초래한다. 척수 손상의 경우 줄기세포의 사용에 대한 임상 및 동물 연구가 여럿 수행되었다.

#### 혈액 세포 형성
인간 면역 세포 레퍼토리의 특이성은 항원으로부터 인체가 빠르게 적응하여 스스로를 방어 할 수 있게 하는 것이다. 조혈 세포 질병은 혈액 병리학으로 알려진 병리학의 하위 전문성을 통해 진단되고 분류된다. 면역 세포의 특이성은 외래 항원의 인식을 허용하여 면역 질환 치료 연구를 가능하게 한다. 하지만 성공적인 이식 치료를 위해 기증자와 수령자 사이의 동일한 일치가 이루어져야하지만 1 차 친척 사이에서도 일치가 드물다. 조혈 성체 줄기세포 및 배아 줄기세포 둘 다를 사용한 연구는 이러한 많은 질병에 대한 가능한 메커니즘 및 치료 방법에 대한 통찰력을 제공했다.

#### 심장
심장에서의 성인 줄기세포 치료법이 여러 임상 시험 중 몇가지 연구만 봐도 실제로 안전하고 효과적이라는 증거가 보고되고 있다. 일부 임상 시험에서 골수 줄기세포 요법을 사용한 후 심장기능이 완만하게 개선된 사례가 있다.
또한 심근 경색의 치료를 위한 줄기세포 요법은 일반적으로 자가 골수 줄기세포를 사용하지만, 지방-유래 줄기세포와 같은 다른 유형의 성체 줄기세포가 사용될 수 있다.
가능한 회복 메커니즘은 다음과 같다.
- 심장 근육 세포의 생성
- 새로운 혈관 성장 촉진
- 성장 인자 분비

#### 치아 재생
2004년 런던 킹스 대학(King's College London)의 과학자들은 쥐에서 완전한 치아를 재생하는 방법을 발견했으며, 실험실에서 생체 공학적으로 만들어진 치아를 만들었다. 연구자들은 치아 재생 기술을 사용하여 사람의 치아를 키울 수 있다고 확신한다.
이론적으로, 환자로부터 확보한 줄기세포는 잇몸에 이식되면 새로운 치아가 생겨 3 주에 걸쳐 성장할 것으로 예상 된다. 이식된 줄기세포는 턱뼈와 융합하고 신경과 혈관이 연결되도록하는 화학 물질을 방출한다. 이 과정은 원래의 치아가 자랄 때 일어나는 현상과 유사하다. 그러나 줄기세포가 미래에 빠진 치아를 대체 하기 위한 선택이 되기 전에 많은 한계가 남아 있다.

#### 정형외과학

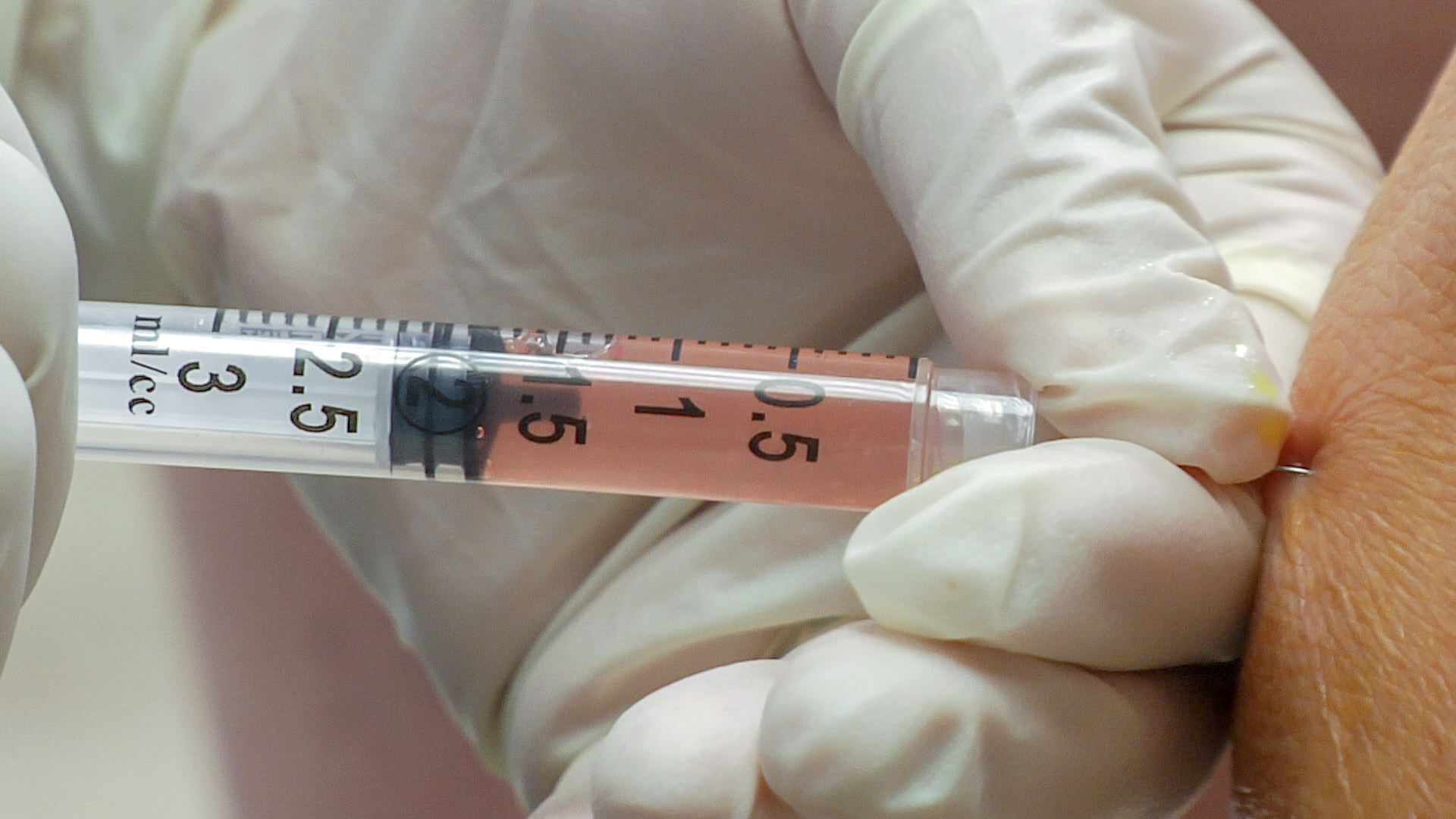
환자의 무릎에 주입되는 중간엽 줄기세포

성체 줄기세포로부터 유래된 중간엽 줄기세포(MSC)의 사용은 특히 뼈 및 근육 외상, 연골 복구, 골관절염, 추간판 수술, 회전근개 수술 및 근골격계 장애에서 외과적 적용에 대한 연구가 되고 있다.

#### 후천성면역결핍증
HIV에 의한 면역계의 파괴는 말초 혈액 및 림프 조직에서 CD4 + T 세포의 손실에 의해 유발된다. CD4 + 세포로의 바이러스 진입은 케모카인 수용체와의 상호 작용에 의해 매개되며, 가장 흔한 것은 CCR5 및 CXCR4이다. 바이러스 복제는 세포 유전자 발현 과정을 필요로 하기 때문에, 활성화된 CD4 + 세포는 HIV 감염의 주요 표적이다. 최근에 과학자들은 자가 유전자 변형(HIV-1- 내성)조혈 줄기 및 전구 세포의 이식을 통한 질병 내성 면역 시스템의 생성을 기반으로 HIV-1 / AIDS 치료에 대한 접근 방법을 연구하고 있다.
노쇠증후군
2017년, 노화로 인해 허약함이 있는 60세 이상을 대상으로 한 소규모 연구에서는 건강한 젊은 기증자의 중간엽 줄기세포(MSC)를 정맥을 통해 주사 맞은 후 신체적 성능이 크게 개선 된 것으로 나타났다. MSC는 염증을 감소시켜 허약함을 개선시키는 데 도움을 준다.
달팽이관 유모 세포 재성장
Heller는 배아 줄기세포를 이용하여 달팽이관 유모 세포를 다시 성장시키는 데 성공했다고 보고 했다. 청력 재생 및 재생 의학을 살펴본 2019년 리뷰에서 줄기 세포 유래 귀 전구 세포는 청력을 크게 향상시킬 수 있는 잠재력을 가지고 있음을 보여줬다.
췌장 베타 세포
제1형 당뇨병 환자는 췌장 내에서 인슐린을 생성하는 베타 세포의 기능을 상실한다. 2007년에 발표된 실험에서 과학자들은 배아 줄기 세포가 실험실에서 베타 세포로 전환되도록 유도할 수 있었다. 이론적으로 베타 세포가 성공적으로 이식되면 당뇨병 환자의 기능 장애를 대체할 수 있을 것이다. 그러나 줄기세포 치료에는 높은 포도당 농도로 인한 부작용이 존재한다.

### 간질환 (Liver diseases)
간은 인체에서 가장 중요한 기관이며, 해독을 포함한 필수적인 생물학적 기능을 수행한다. 유기체, 신진 대사, 소화 지원, 비타민 저장의 기능을 하며, 간 항상성 및 기능의 붕괴는 병리학적 병원성 증상인 간부전, 간경화, 암, 알코올성 간질환, 비알코올성 지방간 및 자가면역 간질환으로 진행될 수 있다. 간이식이 효과적인 치료방법이지만, 적절한 도너의 간은 매우 제한적이다. 최근 줄기세포 기반 치료법은 HSC, MSC, hPSC및 간 전구 세포와 관련되어 있다.
간부전(Liver failure)
간부전은 다양한 요인으로부터 기능 장애 및 간부전을 나타내는 상태이며, 상대적으로 높은 사망률을 나타낸다. 줄기세포 기반 치료는 새로운 접근법이며, 간의 재생과 회복을 향상시키는 것으로 알려져있다.
급성-만성 간부전 (ACLF) 치료에서 네 개의 무작위 대조 연구 및 여섯 개의 비무작위 대조 연구를 포함한 메타분석 결과, 줄기세포 치료의 임상 결과가 단기간 내에 달성되었으며 치료 효과를 연장하기 위해 여러 번의 줄기세포 투여가 필요했다. MSC 기반 치료가 간 기능을 개선했지만 최종기간 간질환 점수, 알부민 수준, 총 빌리루빈 및 응고에 대한 유익한 효과는 생존률 및 아미노전달효소 수준에는 관찰되지 않았다.
B형 간염 바이러스 관련 급성만성간부전 환자에게 말초 주입을 통해 골수유래 MSCs (BM-MSCs)를 투여받은 환자들의 간 기능 개선 및 심한 감염 감소가 나타난 무작위 대조 연구가 있으며, G-CSF 활성화 과정 후 말초혈액에서 HSCs를 사용한 1상 임상시험에서 만성 간부전 환자의 혈청 빌리루빈 및 알부민 개선이 관찰되었으며 이에 특이적인 부작용은 없었다. 간부전 치료에서 줄기세포 기반 치료 개요를 종합하면 간 기능에 대한 잠재적인 치료 효과와 강력한 안전성 프로필을 나타낸다. 그러나 결론을 확신하기 위해 더 큰 무작위 대조 연구가 필요하다.
간경변증(Liver cirrhosis)
간경변증은 전 세계적으로 주요한 사망 및 발병 원인 중 하나이며, 성유성 격막과 그에 따른 현관구조의 붕괴로 이어지는 질환이다. 간경변증은 간 질환의 말기로 간 이식이 이루어지지 않는 한 결국 사망으로 이어진다. 특히 MSC를 중심으로 한 줄기세포 기반 치료는 현재 간경변증 치료에 대한 효과적인 결과를 보여주며 잠재적인 치료법으로 떠오르고 있다.
제대혈 중간엽줄기세포(UC-MSCs)를 사용한 임상 시험에서 만성 B형 간염 환자 중 간성 기능 저하로 인한 간경변증을 가진 환자들을 MSC 그룹(n = 30)과 대조 그룹(n = 15)으로 나누었다. 결과는 MSC 그룹에서 대조 그룹에 비해 복수량의 감소가 유의미하게 나타났다. 간 기능 또한 혈청 알부민 농도 증가, 총 혈청 빌리루빈 수준 감소 및 말기 간 질병 모델 점수 감소로 나타났다. 이와 유사한 결과는 HCV 유발 간경변증을 가진 25명의 환자에서 골수유래중간엽줄기세포(BM-MSCs)를 사용한 제2상 임상 시험에서도 보고되었다.
B형 간염 및 알코올성 간경변증을 대상으로 한 세 가지 다른 임상 시험에서도 MSC 투여가 간 기능을 향상시키고 회복시킨다는 것이 확인되었다. Fang이 이끈 대규모 코호트 연구를 통해 MSC 기반 치료의 안전성과 잠재적 치료 효과가 더욱 강화되었으며 바이러스 관련 간경변증에서의 치료의 타당성이 확인되었다. 전달 경로 측면에서, 무작위 대조 제2상 임상 시험은 BM-MSCs의 체계적 전달이 간경변증 환자에게 치료 효과를 보여주지 않는다고 제안했다.
최근 카사이 수술 후 담관 폐쇄로 인한 간경변증을 가진 19명의 어린이를 대상으로 한 개방 라벨 임상 시험에서는 생체 화학 검사 및 소아 말기 간 질병(PELD) 점수에 의해 평가된 골수 단핵세포(BMNC) 투여 후 간 기능 개선을 보여 안전성과 타당성을 입증했다.
간경변증을 가진 32명의 간성 기능 저하 환자를 대상으로 한 다른 연구도 골수 단핵세포 (BMNC) 투여의 안전성과 효과를 대조 그룹과 비교하여 보여주었다. 최근에는 말초 혈액 유래 줄기세포를 받은 환자들의 장기 생존율이 대조 그룹과 비교하여 유의한 향상을 보여주었으며, 간세포암 발생 위험은 증가하지 않았다. CD133+ 조혈모세포(HSC) 주입은 간경변증 환자를 대상으로 한 다중 센터, 개방, 무작위 대조 제2상 임상 시험에서 간 상태의 개선시키지 못했으며, 간경변증은 지속되었다. 이러한 결과는 이전의 무작위 대조 연구와 일치하며, G-CSF 및 간동맥을 통해 전달된 골수 줄기세포가 기대했던 치료 잠재력을 제공하지 않았다고 보고하였다. 따라서 간경변증을 위한 줄기세포 기반 치료는 아직 미성숙한 단계에 있으며 효과를 확인하기 위해 잘 설계된 실험을 통한 대규모 임상 시험이 필요하다.
비알코올성 지방간(Nonalcoholic fatty liver disease, NAFLD)
유전적 및 생활 양식 요인으로 인한 가장 흔한 질환으로, 심각한 간 질환과 증가된 심혈관 위험을 초래한다. NAFLD는 대부분의 환자가 장기간 증상이 없어서 일상 생활에 영향을 미치지 않는 '숨겨진 적수'이다. 따라서 NAFLD 진단 환자들은 종종 비알코올성 지방간염, 간경변, 간세포암으로 발전된다.
임상 연구에서는 줄기세포 투여가 NAFLD 모델에서 간 기능을 향상시킬 수 있다는 것을 보여주었지만, 인간 대상의 임상 시험은 제한적이었다. 최근 일본에서 수행된 다기관 임상 시험에서 신선하게 분리된 자가 지방조직 유래의 재생세포를 사용하여 7명의 NAFLD 환자를 치료했다. 결과는 6명의 환자의 혈청 알부민 수준 및 5명의 환자의 프로트롬빈 활성이 향상되었으며, 치료 관련 부작용이나 심각한 부작용은 관찰되지 않았다. 이 연구는 NAFLD 치료에서 줄기세포 기반 치료의 치료 잠재력을 보여줬다.
자가면역간질환(Autoimmune liver disease, ALD)
전 세계적으로 어린이와 성인을 포함한 심각한 간 질환으로, 특히 여성에게서 질환 발병이 높다. 바이러스 감염과 같은 자극제가 간 자가항원에 대한 T세포 매개 자가면역 반응을 유발할 때 발생한다. 이로 인해 ALD 환자들은 간경변, 간세포암을 발전시킬 수 있으며 심한 경우 사망할 수 있다. 현재까지 HSCT와 골수이식이 ALD 치료를 위한 임상시험에서 치료 잠재력을 보이는 줄기세포 기반 치료법이다.
부분일치 조혈모세포이식(haploidentical HSCT)가 혈구세포병을 가진 ALD 환자를 치료할 수 있다는 것을 보여주었다. 혈구세포병과 ALD를 동시에 가진 환자를 치료하는 데 부분일치 조혈모세포이식 사용의 잠재적 치료 접근법을 보여주어 특히 중요하다. 또 다른 사례 보고서에는 4년간 ALD 경력이 있는 19세 남성이 급성 림프구성 백혈병을 발병하여 건강한 형제로부터의 이종골수이식이 필요했다. 임상 데이터는 이식을 위한 면역억제 요법이 환자의 ALD 치료를 유발했음을 보여주었다. 그러나 데이터는 또한 이종골수이식 후 지속적인 완화 및 ASGPR 특이 억제자 유도 T세포 활동의 정상화와 관련된 유효한 정보를 제공하여 이러한 억제자 기능이 기부자 T세포에서 유래되었음을 시사했다.

### 호흡기질환과 폐섬유화(Respiratory disease and lug fibrosis)
지난 10년 동안 대기 오염, 흡연 행동, 인구 노화, 그리고 최근에는 코로나바이러스 질병 2019 (COVID-19)와 같은 호흡기 바이러스 감염으로 인한 호흡기 질환 발병이 상당히 증가하였다. 기관지 폐형성이상 (BPD), 만성 폐쇄성 폐질환 (COPD), 급성 호흡기 장애 증후군 (ARDS)을 포함한 호흡기 염증성 질환은 최근 어린이와 성인들 사이에서 세 가지 주요 폐 질환으로 부상하고 있다. 이러한 상태들은 일반적으로 염증 세포 침윤, 기포 구조 무결성의 파괴, 기포 액 청소 능력의 감소, 사이토카인 분비 및 관련 사이토카인 폭풍, 기도 재구조화, 폐 섬유증 발달과 관련이 있다. 전통적인 치료법은 주로 증상 완화 및 질병 진행 방지에 초점을 맞추며, surfactants, 인공 호흡 지원, 항생제/항염증 약물을 사용하여 치료되지만, 손상된 기도, 기포 액 청소 및 염증 반응으로 인한 영향에는 제한적이다.  ClinicalTrials.gov에 따르면, 2017년부터 현재까지 폐 질환 치료를 위해 MSC의 응용을 시험한 연구가 159건 있었으며, 이는 BPD, COPD, ARDS를 비롯한 폐 질환 치료에 대안적 접근법으로 MSC의 사용 경향을 시사한다.
기관지 폐형성이상 (bronchopulmonary dysplasia, BPD)
BPD는 페포화이전, 폐성숙이전의 폐가 미성숙한 상태로 태어난 아기에게서 발생한다. 현재까지 세계적으로 베트남, 한국, 미국, 스페인, 호주, 중국을 포함하여 약 566명의 조산아들을 모집하는 BPD 치료를 위해 UC-MSC를 사용하는 13개의 임상시험이 시행되었다. 이들 대부분의 시험은 BPD 치료를 위해 탯줄(umbilical cord, UC) 유래 줄기 세포를 사용하며, 안전성과 효과를 평가하는 제1상 및 제2상에 초점을 맞추고 있다. Chang 등은 UC 혈액에서 유래된 MSC를 사용하여 BPD 발생을 예방하기 위해 기도 내 투여로 9명의 조산아를 치료하는 제1상 용량 증가 임상시험을 실시한 결과, 9명의 조산아는 모두 생존했으며, 그 중 3명만이 BPD를 발병했으며, 이들은 역사적으로 일치하는 대조군과 비교하여 BPD 심도가 현저히 감소했다. 이들 환자들에 대한 24개월 후 추적 연구에서 1명의 아이만 4개월 후 퇴원 후 E. cloacae 감염을 겪었으며, 그 후 전신성 혈관응고증이 발생했지만 이는 후속 조치와 관련이 없다는 것이 나중에 입증되었다. 나머지 8명의 환자들은 정상적인 폐 발달과 기능을 유지하며 생존했으며, 이로써 해당 치료가 안전하다는 것을 시사한다.
만성폐쇠성폐질환(COPD)
전 세계적으로 65백만 명 이상의 COPD 환자가 있었으며, 세계 보건 기구(WHO) 기록에 따르면 COPD는 2020년 세계적으로 세 번째로 많은 사망 원인이다.. COPD는 폐 기능의 점진적인 감소로 특징 지어지는 만성 염증성 및 파괴적 폐 질환으로 분류된다.
Averyanov 등은 경증에서 중등도의 특발성 폐섬유증(IPF)을 가진 20명의 환자를 대상으로 무작위로 배정된 플라시보 대조군을 포함한 제 I/IIa 상 임상 연구를 수행했다. 치료군 환자들은 3개월마다 allogeneic MSCs을 2회 정맥 내 주입하였다. 13주, 26주, 39주 및 52주에 평가 테스트가 수행하였으며, 6분 보행 시험 거리(6MWTD) 결과는 13주부터 환자의 체력이 향상되었으며 52주까지 유지되었다. 치료받은 그룹에서는 치료 전후 폐 기능 지표가 현저히 개선되었지만, 플라시보 그룹에서는 유의한 변화가 없었다.

### 소화계 질환(Digestive system diseases)
소화기관은 장내 환경의 유해 물질로부터 단일 상피세포층에 의해 보호되며, 상피세포는 정상 상태에서는 매 2-7일마다 빠르게 순환하며, 조직 손상 및 염증 후에는 더욱 빠르게 순환한다. 소화기관은 점막 층의 붕괴가 발생하면 손상, 조직 염증 및 질병에 매우 취약하며, 장 줄기세포가 장내 환경에 노출되면 줄기세포층의 직접적인 파괴 또는 장 기능의 방해로 이어져 임상 증상으로 이어질 수 있다. 또한, 줄기세포 결함의 축적과 만성 염증 및 스트레스의 존재는 장 줄기세포 저하로 이어질 수 있다.
염증성 장 질환 (inflammatory bowel disease, IBD)
크론병(Crohn’s disease, CD)과 궤양성 대장염은 염증성 장 질환의 두 가지 주요 형태로서 건강 관리 시스템에 상당한 부담을 주는 질환이다.
크론병 치료에서 세포 치료는 혈액 줄기세포 기반 치료와 MSC 기반 치료로 나뉠 수 있다. IBD 치료를 위해 HSCs 사용을 권장하고 제안한 국제 위원회의 중요한 기준은 다음과 같다.
1. 면역억제 치료에 반응이 없는 경우
2. 내시경, 대장경 또는 자기 공명장 내시경을 통해 질병 상태의 지속성이 나타나는 경우
3. 곧 수술을 받아야 하는 환자로서 단기 장 증후군이나 재발성 대장질환 위험이 높은 경우
4. 병변을 치료하기 위해 융모 이식을 통한 대장직장 절제술이 거부되는 환자

## 항암 치료
1994년 캐나다 토론토 대학교 연구팀이 혈액암 환자에게서 암 조직을 형성할 수 있는 '암 줄기세포'를 세계 최초로 발견했다. 이후 뇌종양과 대장암, 유방암과 간암, 위암, 췌장암, 피부암 등 여러 암 조직에서 '암 줄기세포'의 존재가 보고되었다. '암 줄기세포'는 암 조직 내에서 1~3%만 있을 정도로 극소수로 존재한다. 외과수술이나 항암제 치료로 암세포를 거의 다 죽였다가 암이 되살아 나는 것은 암 줄기세포 때문이다.

## 비판(Criticisms)
2013년에 심실 기능에 대한 자가 골수 줄기 세포 연구에 따르면 "수백 가지"의 불일치가 발견되었습다. 비평가들은 48개의 보고서 중 단 5개의 기본 임상시험만이 사용된 것으로 보이며, 대부분의 경우 무작위로 배정되었는지 아닌지에 대한 여부가 동일한 임상시험의 보고서 간에 모순된다고 보고한다. 동일한 기본 특성과 최종 결과에 대한 한 쌍의 보고서가 각각 578명의 환자를 대상으로 한 무작위 시험과 391명을 대상으로 한 관찰 연구로 두 개의 간행물에 발표되었다. 전체적으로, 그 기간 동안 병원 실험실에서 처리된 줄기세포의 수보다 더 많은 사람들이 임상시험을 통해 줄기세포를 받은 것으로 보고되었다. 2012년 보고 없이 종료된 대학 조사가 2013년 7월에 재개되었다.
2014년에 심장질환을 위한 골수줄기세포를 이용한 줄기세포치료에 대한 메타분석에서는 발표된 임상시험 보고서에서 불일치가 밝혀졌으며, 불일치 수가 많은 연구에서는 효과가 증가하는 것으로 나타났다. 12개 무작위 시험의 피험자 내 데이터를 기반으로 한 또 다른 메타 분석에서는 주요 부작용이나 심장 기능 측정치의 증가와 같은 1차 평가변수에서 줄기 세포 치료의 유의미한 이점을 찾을 수 없었으며 결론적으로 이점이 없다고 결론을 내렸다.
무작위, 이중 맹검, 위약 대조 시험 설계를 사용한 TIME 시험의 2018년 결과는 심근경색 환자에서 "골수 단핵 세포 투여가 2년 동안 좌심실 기능 회복을 개선하지 못했다"고 결론지었다. 따라서 독일과 노르웨이의 10개 의료 센터에서 실시된 BOOST-2 시험에서는 시험 결과가 "STEMI 환자 및 LVEF가 적당히 감소된 환자에서 유핵 BMC의 사용을 뒷받침하지 않는다"고 보고했다. 또한, 이 시험은 다른 2차 MRI 평가변수도 충족하지 못하여 관상동맥 내 골수 줄기세포 치료가 기능적 또는 임상적 이점을 제공하지 않는다는 결론을 내렸다.
2021년 미국에서 줄기세포 주사는 "줄기세포 치료제"로 판매되는 제대혈 유래 제품을 투여받은 최소 20명의 환자에게 심각한 감염을 일으켰다. 2023년에는 멕시코 바하칼리포르니아의 한 상업병원에서 다발성경화증에 대한 줄기세포치료를 받은 후 농양균에 감염되어 뇌수막염이 지속된 여성의 사례가 발표되었다.

## 수의학(Veterinary medicine)
인간뿐만 아니라 대형 동물에서도 마찬가지로 말, 개, 고양이를 대상으로 수행된 연구를 통해 심근경색, 뇌졸중, 힘줄 및 인대 손상, 골관절염, 골연골증 및 근이영양증과 같은 광범위한 부상 및 질병을 표적으로 삼을 수 있는 수의학 분야의 줄기세포 치료법이 개발되었다. 세포 기반 치료법에 대한 연구는 일반적으로 인간의 의학적 요구를 반영하지만, 경주마의 특정 부상의 빈도와 심각도가 높기 때문에 수의학이 이 새로운 재생 접근법의 최전선에 서게 되었다. 반려동물은 인간의 질병을 밀접하게 모방하는 임상적으로 관련된 모델 역할을 할 수 있다.
수의사 줄기세포의 출처(Sources of veterinarian stem cells)
조직 재생의 방법으로 줄기 세포 치료를 수의학에 적용하는 것은 뼈, 연골, 인대 및 힘줄에 영향을 미치는 부상이나 결함이 있는 동물을 치료하기 위해 성체 유래 중간엽 줄기 세포를 사용하여 시작된 연구에 의해 크게 형성되었다. 치료에 사용되는 줄기 세포에는 두 가지 주요 범주가 있다. 동일한 종 내에서 유전적으로 다른 기증자로부터 파생된 동종 줄기 세포와 다양한 치료에 사용되기 전에 환자로부터 파생된 자가 중간엽 줄기 세포이다.  세 번째 범주인 이종 줄기 세포 또는 다른 종에서 파생된 줄기 세포는 주로 연구 목적, 특히 인간 치료에 사용된다.
뼈의 재생
뼈는 일반적으로 골절 및 기타 일반적인 부상을 치료하기에 충분한 자연 치유 과정을 가지고 있다. 심각한 외상으로 인해 파손이나 골암(bone cancer)의 종양 절제와 같은 치료는 자연 치유로만 방치할 경우 부적절한 상태가 되기 쉽다. 천연 및 인공 성분으로 구성된 scaffold에 중간엽 줄기세포를 심고 결함 부위에 배치한다. 지지대를 배치한 지 4주 이내에 새로 형성된 뼈가 기존 뼈와 통합되기 시작하고 32주 이내에 완전한 결합이 이루어진다. 골절 치료를 위한 세포 기반 치료제의 사용을 완전히 특성화하려면 추가 연구가 필요로 한다.
줄기세포는 개의 퇴행성 뼈 질환을 치료하는 데 사용되어 왔다. Legg-Calve-Perthes 질병이 있는 개에게 일반적으로 권장되는 치료법은 퇴화가 진행된 후 대퇴골 머리를 제거하는 것이다. 최근에는 간엽줄기세포를 대퇴골두에 직접 주입하여 뼈 재생뿐 아니라 통증 감소에도 성공하고 있다.
인대 및 힘줄 치료(Ligament and tendon repair)
인대 손상, 힘줄 손상, 골관절염, 골연골증 및 연골하 뼈 낭종에 대한 자가 줄기세포 기반 치료법은 미국에서는 2003년부터, 영국에서는 2006년부터 말을 치료하기 위해 실무 수의사에게 상업적으로 이용 가능해졌다. 개의 힘줄 손상, 인대 손상 및 골관절염에 대한 자가 줄기 세포 기반 치료법은 2005년부터 미국 수의사에게 제공되었다. 3000마리 이상의 개인 소유 말과 개가 자가 지방 유래 줄기 세포로 치료를 받았다. 이러한 치료법의 효능은 엉덩이와 팔꿈치의 골관절염이 있는 개와 힘줄이 손상된 말을 대상으로 한 이중-블라인드 임상 시험에서 나타났다.
경주마는 특히 힘줄과 인대 부상에 취약하다. 기존의 치료법은 말이 완전한 기능을 발휘할 수 있도록 되돌리는 데 실패했었다. 기존 치료법에 따른 자연 치유는 섬유성 흉터 조직을 형성하여 유연성과 완전한 관절 움직임을 감소시킨다. 전통적인 치료법은 많은 수의 말이 완전한 활동으로 복귀하는 것을 방해했으며 상처난 힘줄의 뻣뻣한 특성으로 인해 재부상 발생률이 높았다. 자연적인 기계적 자극과 함께 골수 및 지방 유래 줄기세포를 도입하면 힘줄 조직의 재생이 촉진된다. 자연스러운 움직임은 새로운 섬유와 힘줄의 정렬을 손상되지 않은 힘줄에서 발견되는 자연스러운 정렬과 함께 촉진했다. 줄기세포 치료는 더 많은 말이 완전한 임무로 복귀할 수 있게 했을 뿐만 아니라 3년 동안 재부상률도 크게 감소시켰다.
배아 줄기 세포의 사용은 힘줄 복구에도 적용되었다. 배아줄기세포는 힘줄에서 더 나은 생존율을 가질 뿐만 아니라 손상된 힘줄의 모든 영역에 도달하는 더 나은 이동 능력을 갖는 것으로 나타났다. 힘줄 구조와 콜라겐이 더 잘 형성되어 전반적인 치료 효과가 더 높아졌다. 3개월의 실험 기간 동안 종양 형성도 관찰되지 않았다. 배아줄기세포의 장기적인 효능과 위험성을 알아보기 위해서는 장기적인 연구가 필요로한다.작은 동물에서도 비슷한 결과가 발견되었다.
- 유도만능줄기세포

Joint repair
골관절염은 동물과 인간 모두에서 관절통의 주요 원인이다. 말과 개는 관절염에 가장 영향을 받는다. 자연적인 연골 재생은 매우 제한적이다. 최적의 세포 유형과 장기 치료 방법을 찾기 위해 다양한 유형의 중간엽 줄기세포와 기타 첨가제가 계속 연구되고 있다.
지방 유래 중간엽 세포는 비침습적 채취가 가능하기 때문에 현재 골관절염의 줄기세포 치료에 가장 많이 사용된다. 이는 보다 쉬운 임상 사용을 위해 개발된 최근 개발된 기술이다. 이 치료를 받은 개는 관절의 유연성이 향상되고 통증이 줄어드는 것으로 나타났다.
Muscle repair
줄기세포는 개의 심근경색 후 심장 치유를 개선하는 데 성공적으로 사용되었다. 지방 및 골수 유래 줄기세포를 적용한 지 4주 후에 수축력이 향상되고 손상 부위가 감소한 것으로 나타났다.
2007년에는 심장 결함의 조직 재생을 유도하기 위해 줄기세포를 "seeded”한 다공성 물질로 만든 패치에 대한 실험이 진행 중이었다. 조직이 재생되었고 패치가 심장 조직에 잘 통합되었다. 이는 부분적으로 혈관 신생의 개선과 염증의 감소에 기인하는 것으로 생각된다. 심근세포는 중간엽줄기세포로부터 생산되었으나 수축성이 있는 것으로 보이지는 않았고 이식 전 세포의 심장 운명을 유도하는 다른 치료법은 수축성 심장 조직을 생성하는 데 더 큰 성공을 거두었다.
유럽 nTRACK 연구 프로젝트와 같은 2018년 연구는 다중 모드 나노입자가 근육 재생 치료에서 줄기 세포를 구조적 및 기능적으로 추적할 수 있음을 입증하는 것을 목표로 한다. 아이디어는 흡수, 기능성 및 안전성이 완전히 특성화된 금 나노 입자로 줄기 세포를 라벨링하는 것이다. 표지된 줄기 세포는 손상된 근육에 주입되고 영상 시스템을 사용하여 추적된다. 그러나 시스템은 여전히 실험실 규모에서 시연되어야 한다.
신경계 회복(Nervous system repair)
척수 부상은 동물병원에 입원하는 가장 흔한 외상 중 하나이다. 척추 부상은 외상 후 두 가지 방식으로 발생한다. 1차 기계적 손상과 외상 후 며칠 동안 염증 및 흉터 형성과 같은 2차 과정에서 발생한다. 2차 손상 반응에 관여하는 이들 세포는 흉터 형성을 촉진하고 세포 재생을 억제하는 인자를 분비한다. 신경세포로 유도한 중간엽 줄기세포를 다공성 지지체에 적재한 후 손상 부위에 이식한다. 세포와 지지체는 흉터 형성 세포에서 분비되는 물질에 대응하고 신경 재생을 촉진하는 인자를 분비한다. 8주 후, 줄기세포로 치료받은 개들은 기존 치료법으로 치료받은 개들에 비해 엄청난 개선을 보였다. 줄기세포로 치료받은 개는 때때로 자신의 체중을 지탱할 수 있었는데, 이는 기존 치료법을 받는 개에서는 볼 수 없던 현상이다.
레이저로 활성화 된 non-expanded 지방 유래 줄기 세포를 사용하여 개에서 실험적으로 유도된 다발성 경화증(MS)의 치료를 평가하기 위한 연구이다. 결과는 MRI에서 이전 병변의 해소로 확인된 시간이 지남에 따라 임상 징후가 개선되는 것을 보여주었다. 병변 부위로 주입된 세포의 긍정적인 이동, Myelin Basic Proteins에 의해 감지된 재수초화의 증가, Olig2 양성 희돌기아교세포로의 긍정적인 분화, 신경교 흉터 형성을 방지하고 축삭 구조를 복원했다.
말초 신경을 복구하고 재생하기 위한 치료법도 임상 시험 중에 있다. 말초 신경은 손상될 가능성이 더 높지만 손상의 영향은 척수 손상에서 나타나는 것처럼 광범위하지 않다. 현재 절단된 신경을 복구하기 위한 치료법이 임상 시험 중이며 조기에 성공하고 있다. 신경 운명을 유도한 줄기세포를 절단된 신경에 주입한다. 4주 이내에 이전에 손상되었던 줄기세포의 재생과 완전히 형성된 신경 다발이 관찰되었다.
줄기세포는 안과 치료를 위한 임상 단계에도 있다. 조혈 줄기 세포는 여러 말의 다양한 기원의 각막 궤양을 치료하는 데 사용되었다. 이러한 궤양은 기존 치료법에 내성이 있었지만 줄기세포 치료에는 신속하게 긍정적인 반응을 보였다. 줄기세포는 또한 망막 박리가 있는 말의 한쪽 눈의 시력을 회복시켜 말이 일상 활동으로 돌아갈 수 있도록 했다.
Conservation
보존 노력에 사용하기 위해 줄기 세포가 연구되고 있다. 정조줄기세포(Spermatogonial stem cell)는 쥐로부터 채취되어 쥐 숙주에 주입되었으며, 생존 가능한 자손을 생산할 수 있는 능력을 갖춘 완전히 성숙한 정자가 생산되었다. 현재 기증자 정원줄기세포 도입에 적합한 숙주를 찾기 위한 연구가 진행 중이다. 이것이 환경 보호론자들에게 실행 가능한 선택이 된다면, 성적 성숙에 도달하기 전에 사망하는 유전적 품질이 높은 개체로부터 정자를 생산할 수 있으며, 그렇지 않으면 손실될 계통을 보존할 수 있다.

## society and culture
Marketing and costs
1990년대 후반과 2000년대 초반에는 건강 관련 주장을 입증하지 않거나 규제 승인을 받지 않은 채 줄기세포 치료를 제공하는 회사와 진료소가 처음으로 등장했다. 2012년에는 일반적으로 의학이 덜 규제되고 의료 관광 모델에 따라 줄기세포 치료를 제공하는 개발도상국에 위치한 두 번째 기업과 진료소가 등장했다.첫 번째 물결 회사 및 클리닉과 마찬가지로 그들은 주로 미국, 멕시코, 태국, 인도 및 남아프리카의 클리닉을 통해 유사하지만 근거가 없는 주장을 했다.2016년까지 연구에 따르면 미국에만 550개 이상의 줄기세포 클리닉이 다양한 종류의 의약품에 대해 일반적으로 입증되지 않은 치료법을 판매하고 있는 것으로 나타났다.
미국 내 거의 모든 주의 열악한 환경이 줄기세포 관광의 역동성을 변화시키고 있다. 2018년에 FDA는 샌디에고에 있는 StemGenex Biologic Laboratories에 경고 서한을 보냈다. 이 연구소는 사람들로부터 체지방을 채취하여 다양한 형태의 줄기 세포가 포함된 혼합물로 가공하여 흡입, 정맥 주사 또는 척수 주입을 통해 다시 사람에게 투여하는 서비스를 진행했다. 회사는 이 치료법이 많은 만성 및 생명을 위협하는 질환에 유용하다고 말했다.
줄기 세포 치료 비용은 진료소, 상태 및 세포 유형에 따라 다양하지만 가장 일반적으로 $10,000-$20,000 사이이다. 진료소에서의 줄기세포 주사는 보험이 적용되지 않기 때문에 환자들은 온라인 모금 활동을 자주 이용한다. 2018년에 미국 연방거래위원회(Federal Trade Commission)는 줄기 세포 치료에 대해 근거 없는 주장을 하는 의료 센터와 개인 의사를 발견하고 약 $500,000를 강제 환불했다. FDA는 비슷한 시기에 두 줄기 세포 클리닉 회사를 상대로 소송을 제기하여 승인되지 않은 지방 줄기 세포 제품의 마케팅 및 사용에 대한 영구 금지 명령을 구했다.
COVID-19-related marketing and government agency responses
NIH에 따르면 코로나19에 대해 줄기세포 치료법이 승인되지 않았고 기관에서는 이 질병에 MSC를 사용하지 말 것을 권장했지만, 일부 줄기세포 클리닉에서는 입증되지 않았거나 FDA 승인을 받지 않은 줄기세포와 엑소좀을 모두 2020년 코로나19에 대해 마케팅하기 시작했다. FDA는 문제의 회사에 편지를 보내는 등 즉각적인 조치를 취했다. FTC는 또한 한 줄기세포 회사에 코로나19 관련 마케팅을 오해할 수 있다고 경고했다.

## challenges
MSC 기반 치료의 가장 중요한 도전 과제는 주입 후 이러한 세포들의 운명, 특히 특정 질병의 치료에서의 allogeneic cell의 장기 생존이다. 보고된 데이터는 대부분의 MSC가 폐에 갇히고 순환에서 빠르게 제거된다는 것을 확인하나, 주입 후 혈전증 사건의 발생과 관련된 주의가 제기되었으며, 이는 MSC 유도의 선천적 면역 반응(혈액 매개 염증 반응)과 관련이 있다는 것이 입증되었다.